# Luis Peralta
Luis Peralta (* 11. Juni 1999) ist ein dominikanischer Leichtathlet, der sich auf den Mittelstreckenlauf spezialisiert hat. Aktuell ist er Inhaber des Landesrekordes im 800-Meter-Lauf.

## Sportliche Laufbahn
Erste internationale Erfahrungen sammelte Luis Peralta, der in Passaic, New Jersey in den Vereinigten Staaten aufwuchs und an der University of Oregon studierte, im Jahr 2021, als er bei den erstmals ausgetragenen Panamerikanischen Juniorenspielen in Cali in 1:54,87 min den siebten Platz im 800-Meter-Lauf belegte und über 1500 Meter mit 3:58,25 min auf Rang acht gelangte. Zudem wurde er mit der dominikanischen 4-mal-400-Meter-Staffel disqualifiziert. 2023 belegte er bei den Zentralamerika- und Karibikspielen (CAC) in San Salvador in 1:50,53 min den fünften Platz über 800 Meter und gelangte mit 3:57,66 min auf Rang zehn im 1500-Meter-Lauf. Anfang November verpasste er dann bei den Panamerikanischen Spielen in Santiago de Chile mit 1:55,74 min den Finaleinzug über 800 Meter.

## Persönliche Bestzeiten
- 800 Meter: 1:46,13 min, 15. Mai 2021 in Los Angeles (dominikanischer Rekord)
  - 800 Meter (Halle): 1:46,74 min, 11. Februar 2024 in New York City (dominikanischer Rekord)
  - 1000 Meter (Halle): 2:19,70 min, 19. Januar 2024 in New York (dominikanischer Rekord)
- 1500 Meter: 3:45,57 min, 17. April 2021 in Eugene